# Macrotera opuntiae
Macrotera opuntiae är en biart som först beskrevs av Cockerell 1922.  Macrotera opuntiae ingår i släktet Macrotera och familjen grävbin. Inga underarter finns listade i Catalogue of Life.